# Desbruyeresia marisindica
Desbruyeresia marisindica is een slakkensoort uit de familie van de Provannidae. De wetenschappelijke naam van de soort is voor het eerst geldig gepubliceerd in 2004 door Okutani, Hashimoto & Sasaki.